# Ларвик Тюрн
«Ларвик Тюрн» (норв. Larvik Turn & Idrettsforening) — норвежский футбольный клуб из города Ларвик. В настоящий момент он выступает в Третьем дивизионе, четвёртом по силе дивизионе страны.
Спортивный клуб был основан в 1865 году, а футбольная команда в его составе — в 1906 году.
«Ларвик Тюрн» играет свои домашние матчи на стадионе Ловисенлунд в Ларвике.
Лучшие годы футбольной команды пришлись на 1950–е годы, когда «Ларвик Тюрн» трижды становился чемпионом Норвегии: в 1953, 1955 и 1956 годах. В финале же Кубка Норвегии «Ларвик Тюрн» появился лишь однажды, в 1956 году, проиграв его со счётом 1-2 «Скейду».